# Улица Высоцкого (Екатеринбург)
У́лица Высо́цкого — магистральная улица в жилом районе «ЖБИ» Кировского административного района Екатеринбурга.

## История и происхождение названий
Улица была образована в начале 1980-х годов в процессе создания микрорайона МЖК (молодёжный жилой комплекс), другое название — Комсомольский. Первые дома по улице были сданы в январе 1982 года. К концу 1991 года строительство жилых массивов по улице Юровской (Высоцкого) было завершено.
Первоначальное название улица получила в честь Риммы Яковлевны Юровской (1898—1980), одного из организаторов комсомола на Урале и в Екатеринбурге. В январе 1992 года улица была переименована в честь поэта Владимира Семёновича Высоцкого, который дважды был в Свердловске (оба раза в 1962 году).

## Расположение и благоустройство
Улица проходит с запада на восток по немного извилистой линии. Начинается в районе транспортной развязки на пересечении улиц Малышева и Егоршинского подхода, заканчивается за чертой городской застройки у Шарташского карьера. Пересечений с другими улицами нет. Справа (по чётной стороне) к улице примыкают улицы Сыромолотова и 40-летия ВЛКСМ. Слева к улице примыкает улица Большой Шарташский каменный карьер.
Протяжённость улицы составляет около 3,7 км (в том числе застроенная часть — около 2,0 км). Ширина проезжей части — около 14 м (по две полосы в каждую сторону движения). На протяжении улицы имеется два светофора (на перекрёстке с улицей Сыромолотова и на перекрёстке с улицей 40-летия ВЛКСМ) и один регулируемый пешеходный переход (напротив дома № 26). С обеих сторон улица оборудована тротуарами (не на всём протяжении) и уличным освещением. Нумерация домов начинается от улицы Егоршинский подход.

## Примечательные здания и сооружения
- № 14 — культурно-оздоровительный спортивный комплекс (КОСК) «Виктория».
- № 18а — поликлиника № 2 детской городской больницы № 10.
- № 45 — оптовый Кировский рынок.
- № 50 и 50д — торговый центр «КОР».
- № 26 — МАУ центр ГТО города Екатеринбурга

## Транспорт
Автомобильное движение на всей протяжённости улицы двухстороннее.

### Наземный общественный транспорт
Улица является важной внутрирайонной транспортной магистралью. По улице осуществляется автобусное движение, ходят маршрутные такси. Ближайшая к началу улицы остановка общественного транспорта — «Каменные палатки», к середине улицы — «Высоцкого» и «Кировский оптовый рынок». К конечной части улицы общественный транспорт не ходит.

### Ближайшие станции метро
Действующих станций метро поблизости нет. В отдалённой перспективе поблизости от перекрёстка улиц Сыромолотова и Высоцкого планируется построить станцию 2-й линии Екатеринбургского метрополитена  «Каменные Палатки».